# Kira Wladimirowna Pawlowa
Kira Wladimirowna Pawlowa (russisch Кира Владимировна Павлова; englische Schreibweise Kira Pavlova; * 29. April 2004) ist eine russische Tennisspielerin.

## Karriere
Lasarewa begann mit acht Jahren das Tennisspielen und bevorzugt Hartplätze. Sie spielt bislang vor allem bei Turnieren der ITF Women’s World Tennis Tour, wo sie bisher einen Titel im Einzel und zwei im Doppel gewinnen konnte.

## Turniersiege

### Einzel
| Nr. | Datum             | Turnier             | Kategorie | Belag     | Finalgegnerin     | Ergebnis  |
| --- | ----------------- | ------------------- | --------- | --------- | ----------------- | --------- |
| 1.  | 10. Dezember 2023 | Scharm asch-Schaich | ITF W15   | Hartplatz | Marija Tkatschowa | 6:1, 7:63 |

### Doppel
| Nr. | Datum        | Turnier  | Kategorie | Belag     | Partnerin        | Finalgegnerinnen                   | Ergebnis          |
| --- | ------------ | -------- | --------- | --------- | ---------------- | ---------------------------------- | ----------------- |
| 1.  | 8. Juni 2024 | La Marsa | ITF W50   | Hartplatz | Aglaja Fjodorowa | Katarína Kužmová Yasmine Mansouri  | 65:7, 6:1, [10:3] |
| 2.  | 10. Mai 2025 | Lopota   | ITF W50   | Hartplatz | Xenija Saizewa   | Warwara Panschina Darja Selinskaja | 6:4, 4:6, [10:7]  |